# 1934

## أحداث
- تأسيس مدينة سيدي إفني وتقع حاليا في المغرب.
- تأسيس مدينة كريات بياليك.
- تأسيس مدينة نهاريا.
- تأسيس مدينة كريات موصقين.
- نهاية حروب الموز في 1934 والتي بدأت في 1898.
- وقوع الحرب السعودية اليمنية بداية من 1 فبراير 1934 إلى 20 مايو 1934.
- 31 مايو - افتتاح الإذاعة المصرية
- 1 ديسمبر - الحركة الوطنية المغربية تقدم وثيقة مطالب الشعب المغربي إلى سلطات الحماية الفرنسية.
- 7 ديسمبر - تعرضت الكويت لهطول أمطار غزيرة أدت إلى تهدم عدد كبير من المنازل وتضرر 18,000 نسمة، وعرفت بسنة الهدامة.
- الرئيس الأمريكي فرانكلين ديلانو روزفلت يأمر بإنشاء أول قنبلة ذرية في العالم.
- الاتحاد السوفيتي يقوم بإرسال 4000 دبابة إلى ألمانيا النازية حصلتها من الحلفاء في الحرب العالمية الأولى.
- الولايات المتحدة تنشئ علاقات مع الاتحاد السوفيتي لأول مرة بالمفاوضات على الحرب العالمية الأولى.
- بريطانيا تقطع علاقاتها مع إيطاليا لقيامه بمعاهدة تعاون مع ألمانيا النازية.
- النمسا تعقد مؤتمر في برلين يناقش الحرب العالمية الأولى وأضرارها على الأزمة المالية.
- صعود هتلر ليصبح رئيس جمهورية ألمانيا
- سقوط جيزان والحديدة بيد الجيش السعودي
- انتخاب لازارو رئيساً للمكسيك
- موسوليني يهدد باغتيال لاعبي إيطاليا إن لم يحققوا كأس العالم.

## أغسطس
- 2 أغسطس - أدولف هتلر يصبح رئيس دولة ألمانيا

## مواليد
- آمال عثمان
- أبو العيد دودو
- أحمد الحمصي
- أحمد السعدون
- أحمد الكبيسي
- أحمد بن سعد
- أحمد سيف الإسلام
- أحمد شفيق (جراح)
- أحمد عبد الوهاب (مؤلف)
- أحمد عقل
- أحمد مستجير
- أرتورو إثورالدي
- أكرم فواز
- ألبير الثاني ملك بلجيكا
- ألكيتاس باناغولياس
- أليكسي ليونوف
- أوله فانجر
- أولي مادسن
- إدريس الحاج داوود
- إمام عبد الفتاح إمام
- إنغريد كوتر
- إنريكه كولار
- اسويدات ولد وداد
- الأخضر الإبراهيمي
- السيد عسكر
- العفيف الأخضر
- الهادي السلمي
- الهادي مصطفى بولقمة
- بتينو كراكسي
- بدر الدين جمجوم
- براتيبها باتيل
- بريجيت باردو
- بلاغوي فيدينيتش
- بيتي شباز
- بيدرو بيريس
- تاسوس بابادوبولوس
- توماس لي جج
- حمزة عباس حسين
- جابر قميحة
- جاك كولفين
- جان ويندلينغ
- جلال الشرقاوي
- جلول مربروك
- جمال بدوي (كاتب)
- جمعة أمين
- جورج حداد
- جورج موستاكي
- جورجو أرماني
- جون أنديسن
- جون دومينيك كروسان
- جون هول
- جوناس سافيمبي
- جيري لوردان
- جيم إنهولف
- حسن بن عبد الله القرشي
- حسين كمال
- حلمي التوني
- دافي غروسين
- داني شمعون
- دانييل كاهنمان
- داود حنانيا
- دايف مكاي
- دريد لحام
- راي ويلسون
- راينر كيرش
- رجاء النقاش
- راشد عبد العزيز الراشد
- روبرت سياتكا
- روبرت موغ
- روزانا بوديستا
- روني موران
- روي إيمرسون
- ريتشارد ماير
- ريشارد لايزنج
- زكريا بطرس
- زهرة العلا
- زيد بن شاكر
- زيزة مسيكة
- سعد ظلام
- سعدي يوسف
- سلام قدري
- شادية
- شارلوته فورجيتسكي
- شيرلي ماكلين
- صوفيا لورين
- عبد الحسيب كيخيا
- عبد الرحمن أبو زهرة
- عبد القادر مرسي الناقة
- عبد الكريم الإرياني
- عبد الله خريبط
- عبد الله يوسف أحمد
- عثمان طه
- علي السالوس
- علي الشريف
- عمو بابا
- غاي هاتشي
- غلام حسين ساعدي
- فارس عبد الرحمن الوقيان
- فارنر تاوبر
- فالنتين إيفانوف
- فايزة أحمد
- فرانسوا بريو
- فرانك أبتون
- فريدريك جيمسون
- فواز بن عبد العزيز آل سعود
- فيصل العطاس
- قتيبة الشهابي
- كارل ساغان
- كارلو روبيا
- كريمة مختار
- كلود بيري
- كليف غرانجر
- كمال حسن منصور
- كيشو كوروكاوا
- لانسانا كونتي
- لوسين مولر
- مؤيد البدري
- مارسيل نواك
- ماريو سكيفانو
- محرم فؤاد
- مزيد عبد الرحمن الصانع
- محمد الأخضر حمينة
- محمد بن حمد بن عبد الله آل ثاني
- محمد بن دخيل العصيمي
- محمد تقي مصباح اليزدي
- محمد خالد القطمة
- محمد رشاد الحمزاوي
- محمد شعباني
- محمد محمود الطبلاوي
- مضر بدران
- منيب المصري
- منير روفا
- منير شفيق
- ميتشيكو (إمبراطورة اليابان)
- ميشايل غرافيس
- ميكيو أوكي
- نصرالدين البحرة
- نعمة (مغنية)
- نعمة طعمة
- هادي السلمي
- هاشمي رفسنجاني
- هانس هولاين
- هيكتور دي بورغوينغ
- وائل زعيتر
- ولد عبد الرحمان كاكي
- وولي سوينكا
- ويليام شارب
- يوجين سيرنان
- يوري جاجارين
- يوري كوفاليوف
- يوسف دوخي
- صالح بن ناصر الخزيم
- محمد الماغوط، شاعر وكاتب وأديب سوري.
- هيوجز بروسارد، سباح فرنسي.

### أبريل
- 21 أبريل - فاروق صبحي الكيلاني، محامي وكاتب أردني

### مايو
- 5 مايو - محمد محمود الطبلاوي، نقيب قراء القرآن المصري.

### سبتمبر
- * 6 سبتمبر - رجاء الجداوي، ممثلة مصرية.

## وفيات
- ونسر ماكاي.
- الاديب [وضح من هو المقصود ؟]* موسى الحسيني.
- أبو القاسم الشابي.
- ماري كوري.
- البير الاول.
- كورت هاينريش زيته.
- تادرس وهبي

## نال جائزة نوبل
- في الفيزياء – محجوبة.
- في الكيمياء – الأمريكي هارولد يوري.
- في الطب – مناصفة بين الأمريكيين جورج ويبل وجورج مينوت ووليم مورفي.
- في الأدب – الإيطالي لويجي بيرانديلو.
- في السلام – البريطاني أرثر هندرسون.